# كومي أراكي
كومي أراكي (باليابانية: 荒木久美) هي منافسة ألعاب القوى يابانية، ولدت في 11 أكتوبر 1965 في أوغوري في اليابان.

## وصلات خارجية
- كومي أراكي على موقع الاتحاد الدولي لألعاب القوى (الإنجليزية)
- كومي أراكي على موقع أوليمبيديا (الإنجليزية)